# IC 2594
IC 2594 је елиптична галаксија у сазвјежђу Хидра која се налази на листи објеката дубоког неба у Индекс каталогу.
Деклинација објекта је - 24° 19' 22" а ректасцензија 10h 36m 4,2s. Привидна величина (магнитуда) објекта IC 2594 износи 12,4 а фотографска магнитуда 13,4. IC 2594 је још познат и под ознакама ESO 501-28, MCG -4-25-28, PGC 31405.